# Мисс Земля 2024
Мисс Земля 2024 (англ. Miss Earth 2024) — 24-й международный конкурс красоты Мисс Земля. Проводился 9 ноября 2024 года в Okada Manila, Параньяке, Столичный регион, Филиппины.
Победительницей конкурса стала пресдтавительница Австралии — Джессика Лэйн. Благодаря этой победе Австралия стала шестой страной в мире и первой страной из океанического региона, которая выиграла все конкурсы Большой четвёрки конкурсов красоты.

## Закулисье

### Место проведения и дата
В сентябре 2024 года организаторы Мисс Земля анонсировали, что Филиппины станут местом проведения Мисс Земл 2024. Дата проведения стала 9 ноября 2024 года  Okada Manila, Параньяке, Столичный регион. Столичный регион стал так же пред-конкурсным мероприятием начавшимся в октябре. Темой конкурса стал «HERITAGE». Организаторы продвигают направление экологического туртзма в принимающей стране и наследие конкурсантов.

### Отбор участниц

#### Дебют, возвращения и отказавшиеся страны
Этот конкурс будет дебютом для Алжира и Объединённых Арабских Эмират. Взвращение таких стран, как Сальвадор, который принимал в последний раз участие в 2015 году; Самоа в 2018 году; Фиджи в 2019 году; Коста-Рика и Исландия в 2020 году; Италия в 2021 году, остальные принимали участие в 2022 году.
15 стран отказались от участия. Представительница Боснии и Герцеговины — Хена Машович и представительница Хорватии — Лана Вукович отказались от участия из-за проблем с визой.

## Пред-конурсные мероприяти
Участницы стали прибывати с 19 по 21 октября. С 24 октября по 5 ноября они посещали различные места на Филиппинах и примут участие в образовательных турах по школам. Кроме того, им предстоит пройти предварительное судейство по вечерному платью, купальнику и талантам.

### Презентация для прессы
На 23 октября 75 участниц были представлены в Okada Manila, Параньяке. 
Имеется сотрудничество с Designers Circle Philippines (DCP), демонстрируя и показывая коренные филиппинские ткани в знак уважения к устойчивому развитию и культурному наследию. Дрита Зири стала ведущей мероприятия. В отличие от предыдущих конкурсов красоты, в данном конкурсе был отменён выбор нароядов, когда участниц обязывали надеть купальники и выходить в них перед гостями.
| Награды                                                | Награды                                                | Участница                 | Участница                               | Участница            | Прим. |
| Награды                                                | Награды                                                | 1                         | 2                                       | 3                    | Прим. |
| ------------------------------------------------------ | ------------------------------------------------------ | ------------------------- | --------------------------------------- | -------------------- | ----- |
| Награда за лучший наряд в стиле филиппинского наследия | Награда за лучший наряд в стиле филиппинского наследия | Би Миллан-Виндорски · США | Тамара Азнар · Доминиканская Республика | Фэйт Ваниама · Кения | [ 6 ] |

Награда «Любимица прессы» была определена путём голосования представителей СМИ, присутствовавших на мероприятии, а награда «Лучшая внешность» была определена путём онлайн-опроса. Четыре победительницы в последнем случае получают «Звезду надежды» — преимущество для участия в опросе «Выбор народа». Звезда надежды удваивает количество голосов за определённый период. Победительница конкурса «Выбор народа» автоматически получает место в двадцатке лучших в финале
| Награды                                                        | Награды                                                        | Конитнентальная группа        | Конитнентальная группа                     | Конитнентальная группа       | Конитнентальная группа                 | Прим. |
| Награды                                                        | Награды                                                        | Африка                        | Америки                                    | Азия и Океания               | Европа                                 | Прим. |
| -------------------------------------------------------------- | -------------------------------------------------------------- | ----------------------------- | ------------------------------------------ | ---------------------------- | -------------------------------------- | ----- |
| Любимица прессы                                                | Любимица прессы                                                | Жасмин Йоргенсен · Кабо-Верде | Брианна Максуин · Виргинские Острова (США) | Джессика Лейн · Австралия    | Храфнхильдур Харальдсдоттир · Исландия | [ 8 ] |
| Лучшая внешность (Расширение возможностей с помощью Eventista) | Лучшая внешность (Расширение возможностей с помощью Eventista) | Шрея Бокхори · Маврикий       | Стефани Диас · Куба                        | Со-бин Рю · Республика Корея | Брук Смит · Англия                     | [ 7 ] |

### Конкурс талантов
Конкурс талантов был проведён в театре UE в академическом сотрудничестве с University of the East через Управление по делам культуры 30 октября. В мероприятии приняли участие 30 конкурсанток, которые вышли на сцену, чтобы продемонстрировать свои уникальные навыки в рамках конкурсных мероприятий перед финалом.
| Награды          | Награды          | Участница                  | Участница                     | Участница             | Участница |
| Награды          | Награды          | 1                          | 2                             | 3                     | Прим      |
| ---------------- | ---------------- | -------------------------- | ----------------------------- | --------------------- | --------- |
| Конкурс талантов | Конкурс талантов | Эшли Гань Хэцян · Сингапур | Жасмин Йоргенсен · Кабо-Верде | Эльтина Таки · Косово | [ 12 ]    |

### Показ модной одежды из вторсырья
Показ модной одежды из вторсырья проводился в разных школах и университетах Филиппин. Участницы продемонстрировали потрясающие экологичные модели, созданные из переработанных материалов и доказывающие, что мода может быть не только инновационной, но и экологичной.
| Событие                          | Событие | Группа элементалей              | Группа элементалей            | Группа элементалей         | Группа элементалей                | Прим.                       |
| Событие                          | Событие | Воздух                          | Эко                           | Огонь                      | Вода                              | Прим.                       |
| -------------------------------- | ------- | ------------------------------- | ----------------------------- | -------------------------- | --------------------------------- | --------------------------- |
| Показ модной одежды из вторсырья | 1       | Шунтелл Эзомо · Нигерия         | Нива Антезана · Перу          | Стефани Диас · Куба        | Шрея Бокхори · Маврикий           | [ 13 ] [ 14 ] [ 15 ] [ 16 ] |
| Показ модной одежды из вторсырья | 2       | Анджела Роусон · Новая Зеландия | Жасмин Йоргенсен · Кабо-Верде | Шэрон Ресинос · Коста-Рика | Сумана Кхатри Чхетри · Непал      | [ 13 ] [ 14 ] [ 15 ] [ 16 ] |
| Показ модной одежды из вторсырья | 3       | Брук Смит · Англия              | Патриция Лагунес · Мексика    | Рачадаван Фаулер · Таиланд | Фейлинн Патилеамония · Нидерланды | [ 13 ] [ 14 ] [ 15 ] [ 16 ] |

### Награды спонсоров
Участницы конкурса «Мисс Земля» получили хороший опыт, побывав в некоторых спонсорских местах, где они контактировали с природой и узнали о методах устойчивого земледелия. Погрузившись в красоту роскошных пейзажей, конкурсантки изучили методы экологичного сельского хозяйства и узнали, как разумное ведение хозяйства влияет на здоровье нашей планеты. Этот визит самым вдохновляющим образом подчеркнул важность бережного отношения к окружающей среде.
| Награда                       | Участница                                                                            | Прим.  |
| ----------------------------- | ------------------------------------------------------------------------------------ | ------ |
| Мисс Земля Кандайя            | - Уэльс – Грейс Гэвиган                                                              | [ 17 ] |
| Посол природной фермы Vonwelt | - Мексика – Патриция Лагунес - Перу – Нива Антезана - Пуэрто-Рико – Бьянка Карабалло | [ 18 ] |

## Результаты

### Места
| Место                    | Участница |
| ------------------------ | --- |
| Мисс Земля 2024          | - Австралия – Джессика Лэйн |
| Мисс Земля – Воздух 2024 | - Исландия – Храфнхильдур Харальдсдоттир |
| Мисс Земля – Вода 2024   | - США – Би Миллан-Виндорски |
| Мисс Земля – Огонь 2024  | - Перу – Нива Антезана |
| Топ-8 (Runners-Up)       | - Кабо-Верде – Жасмин Йоргенсен - Доминиканская Республика – Тамара Азнар - Пуэрто-Рико – Бьянка Карабалло - Россия – Екатерина Романова                                                                                              |
| Топ-12                   | - Маврикий – Шрея Бокхори - Намибия – Альбертина Хаимбала - Нигерия – Шунтелл Эзомо - Филиппины – Ирха Мел Альфече |
| Топ-20                   | - Куба – Стефани Диас - Республика Корея – Со-бин Рю - Нидерланды – Фейлинн Патилеамония - Новая Зеландия – Анджела Роусон - Польша – Юлия Завистовска § - Таиланд – Рачадаван Фаулер - ОАЭ – Нура Аль Джасми - Уэльс – Грейс Гэвиган |

§ – По результатам голосования зрителей вошла в Топ-20

## Судьи
- Джимми Йим – Председатель совета директоров «Drew & Napier LLC»
- Лоррэйн Шук[англ.] – Исполнительный вице-президент Carousel Productions[англ.]
- Матиас Гельбер – Защитник окружающей среды, известный как «Зелёный человек».
- Присилла Мейреллис – победительница Мисс Земля 2004
- Джейми Хэррелл[англ.] – победительница Мисс Земля 2014
- Карен Ибаско[англ.] – победительница Мисс Земля 2017
- Мина Сью Чой[англ.] – победительница Мисс Земля 2022

## Участницы
Список участниц:
| Страна/Территория           | Участница                    | Возраст | Родной город                  | Группа элементалей |
| --------------------------- | ---------------------------- | ------- | ----------------------------- | ------------------ |
| Албания                     | Кшешика Пенгили              | 20      | Тирана                        | Эко                |
| Алжир                       | Саджия Хербане               | 19      | Алжир                         | Огонь              |
| Аргентина                   | Сол Бонфигли                 | 24      | Кордова                       | Вода               |
| Австралия                   | Джессика Лейн                | 21      | Саншайн-Кост                  | Эко                |
| Бангладеш                   | Фердоуси Танвир Иччха        | 27      | Барисал                       | Эко                |
| Беларусь                    | Екатерина Щеглова            | 26      | Минск                         | Вода               |
| Бельгия                     | Элизабет Виктория Раска      | 26      | Брюссельский столичный регион | Огонь              |
| Белиз                       | Морган Майлз                 | 23      | Белиз                         | Воздух             |
| Боливия                     | Стеффани Арриаза             | 23      | Ла-Пас                        | Воздух             |
| Бразилия                    | Жозиан Виана                 | 26      | Бониту                        | Вода               |
| Болгария                    | Татьяна Мирошина Савко       | 23      | София                         | Вода               |
| Кабо-Верде                  | Жасмин Йоргенсен             | 19      | Сан-Филипи                    | Эко                |
| Камбоджа                    | Рота Фиадет                  | 22      | Кандаль                       | Огонь              |
| Камерун                     | Энанга Тина-Ранда            | 21      | Буэа                          | Вода               |
| Канада                      | Алена Сингх                  | 24      | Уотерлу                       | Воздух             |
| Чили                        | Янис Альмендра Саморано      | 25      | Сантьяго                      | Вода               |
| Китай                       | Ян Линь                      | 19      | Пекин                         | Эко                |
| Колумбия                    | Мария Алехандра Камарго      | 26      | Букараманга                   | Огонь              |
| Коста-Рика                  | Шэрон Ресинос                | 27      | Эредия                        | Огонь              |
| Куба                        | Стефани Диас                 | 19      | Гуинес                        | Огонь              |
| Доминиканская Республика    | Тамара Азнар                 | 25      | Санто-Доминго                 | Воздух             |
| Сальвадор                   | Фатима Круз                  | 23      | Санта-Ана                     | Вода               |
| Англия                      | Брук Никола Смит             | 26      | Норидж                        | Воздух             |
| Эфиопия                     | Рут Теводрос                 | 24      | Аддис-Абеба                   | Эко                |
| Фиджи                       | Эшлин Альвина Прасад         | 18      | Нанди                         | Вода               |
| Франция                     | Марго Бурже                  | 20      | Брив-ла-Гайард                | Вода               |
| Гана                        | Уинифред Эси Сэм             | 22      | Аккра                         | Вода               |
| Гаити                       | Эстефани Чарльз              | 25      | Сан-Фелипе-де-Пуэрто-Плата    | Вода               |
| Гондурас                    | Элизабет Мальдонадо          | 19      | Грасьяс-а-Дьос                | Огонь              |
| Гонконг                     | Ариэль Це                    | 20      | Цзюлун                        | Огонь              |
| Исландия                    | Храфнхильдур Харальдсдоттир  | 20      | Рейкьявик                     | Эко                |
| Индия                       | Гаури Готанкар               | 25      | Мумбаи                        | Огонь              |
| Индонезия                   | Дженнифер Калиста            | 26      | Сурабая                       | Вода               |
| Италия                      | Эгле Фруттауро               | 18      | Неаполь                       | Огонь              |
| Япония                      | Энн Фурукава                 | 21      | Хиого/Осака                   | Вода               |
| Кения                       | Тиффани Фэйт Ваниама         | 20      | Бусиа                         | Воздух             |
| Косово                      | Эльтина Таки                 | 22      | Мангейм                       | Эко                |
| Лаос                        | Фачалин Чаунламаунти         | 24      | Паксан                        | Вода               |
| Либерия                     | Мэри Кермон                  | 22      | Монровия                      | Вода               |
| Мадагаскар                  | Хендри Цики Андриамболатиана | 20      | Маназари                      | Огонь              |
| Малайзия                    | Гита Уильям                  | 27      | Куала-Лумпур                  | Огонь              |
| Маврикий                    | Шрея Бокхори                 | 21      | Порт-Луи                      | Вода               |
| Мексика                     | Патриция Лагунес             | 22      | Альварадо                     | Эко                |
| Монголия                    | Целмег Пуревьял              | 23      | Улан-Батор                    | Эко                |
| Черногория                  | Лола Джаич                   | 21      | Подгорица                     | Эко                |
| Мьянма                      | Тоу Дар Сан                  | 18      | Таунгу                        | Воздух             |
| Намибия                     | Альбертина Хаимбала          | 24      | Виндхук                       | Вода               |
| Непал                       | Сумана Кхатри Чхетри         | 25      | Читван                        | Вода               |
| Нидерланды                  | Фейлинн Патилеамония         | 20      | Алмело                        | Вода               |
| Новая Зеландия              | Анджела Роусон               | 22      | Роторуа                       | Воздух             |
| Нигерия                     | Шунтелл Эзомо                | 25      | Бенин-Сити                    | Воздух             |
| Северные Марианские Острова | Хэвен Диван Пангелинан       | 18      | Сайпан                        | Вода               |
| Норвегия                    | Селина Йозефсен              | 18      | Кристиансанн                  | Воздух             |
| Пакистан                    | Мехвиш Батт                  | 21      | Гуджрат                       | Эко                |
| Перу                        | Нива Антезана                | 20      | Лима                          | Эко                |
| Филиппины                   | Ирха Мел Альфече             | 24      | Матанао                       | Вода               |
| Польша                      | Юлия Завистовска             | 22      | Белосток                      | Огонь              |
| Португалия                  | Ионела Романюк               | 23      | Виана-ду-Алентежу             | Эко                |
| Пуэрто-Рико                 | Бьянка Карабалло             | 22      | Маягуэс                       | Эко                |
| Реюньон                     | Кэндис Франсуаза             | 19      | Лес-Авиронс                   | Огонь              |
| Россия                      | Екатерина Романова           | 22      | Новокузнецк                   | Воздух             |
| Самоа                       | Анна-Ли Пиза Тануваса        | 21      | Апиа                          | Эко                |
| Сербия                      | Виктория Стоилькович         | 20      | Ниш                           | Воздух             |
| Сингапур                    | Эшли Гань Хэцян              | 21      | Сингапур                      | Огонь              |
| Словения                    | Зоя Улага                    | 20      | Ново-Место                    | Вода               |
| ЮАР                         | Джессика Эми Нел             | 25      | Претория                      | Воздух             |
| Республика Корея            | Со-бин Рю                    | 23      | Пусан                         | Воздух             |
| Шри-Ланка                   | Хасани Кавия                 | 21      | Полоннарува                   | Воздух             |
| Таиланд                     | Рачадаван Фаулер             | 22      | Бангкок                       | Огонь              |
| ОАЭ                         | Нура Аль Джасми              | 22      | Дубай                         | Огонь              |
| США                         | Би Миллан-Виндорски          | 21      | Уайтфиш-Бэй                   | Вода               |
| Виргинские Острова (США)    | Брианна Максуин              | 23      | Сент-Томас                    | Огонь              |
| Венесуэла                   | Карлейс Рохас                | 26      | Ла-Гуайра                     | Воздух             |
| Вьетнам                     | Као Нгок Бит                 | 25      | Хынгйен                       | Эко                |
| Уэльс                       | Грейс Гэвиган                | 18      | Порт-Толбот                   | Вода               |
| Зимбабве                    | Кимберли Татенда             | 26      | Масвинго                      | Эко                |

## Заметки
1. ↑  На момент участия в конкурсе